# 레오 스키리 외스티고르
레오 스키리 외스티고르 (Leo Skiri Østigård, 1999년 11월 28일 ~ )는 노르웨이의 축구 선수로, 현재 이탈리아 세리에 A 클럽 제노아와 노르웨이 축구 국가대표팀에서 센터백으로 활약하고 있다.

## 클럽 경력

### 초기 경력
2017년 겨울, 외스티고르는 몰데 FK와 3년 계약을 체결했다. 2018 시즌을 앞두고 외스티고르는 디비시온 1 비킹 FK로 임대되었다.

### 브라이턴 앤 호브 앨비언
비킹 임대 생활이 마무리된 후 외스티고르는 브라이턴 & 호브 앨비언과 계약하였다.

#### 장크트 파울리로 임대
2019년 7월 19일, FC 장크트 파울리는 2019-20 시즌이 끝날 때까지 외스티고르와 임대 계약을 맺었다. 외스티고르는 8월 31일, 디나모 드레스덴과 3-3 무승부를 거둔 경기에서 교체 선수로 출전하여 함부르크를 연고로 한 클럽에서 데뷔전을 치렀다. 외스티고르는 장크트 파울리가 클럽의 치열한 라이벌인 함부르크 SV를 상대를 한 경기에서 활약하면서 장크트 파울리에게 59년만에 첫 홈 승리를 안겨주었다.

#### 코번트리 시티로 임대
2020년 8월 27일, 외스티고르는 한 시즌 임대 계약으로 챔피언십 클럽인 코번트리 시티에 합류했다. 외스티고르는 9월 12일, 브리스톨 시티 에서 2-1로 패한 원정 경기에서 풀타임을 뛰었는데, 이 경기는 외스티고르의 잉글랜드 축구 성인 무대 데뷔전이었다. 2021년 2월 27일, 외스티고르는 블랙번 로버스와 펼친 원정 경기에서 두 번째 옐로 카드를 받은 후 퇴장당했다. 외스티고르는 4월 5일, 브리스톨 시티과 펼친 홈 경기에서 득점을 올리며 잉글랜드 축구 무대에서 첫 골을 넣었다. 외스티고르는 허벅지 부상으로 시즌 2경기를 남기고 브라이튼 앤 호브 알비온으로 돌아왔다. 외스티고르는 리그에서 39경기에 출전하여 2골(40경기, 전체 2골)을 기록했고, 스카이 블루스 (코번트리 시티의 애칭)가 8년 만에 챔피언십으로 복귀하는 데 기여하였다.

#### 스토크 시티로 임대
2021년 8월 10일, 외스티고르는 2021-22 시즌 임대로 스토크 시티에 합류했다. 외스티고르는 그날 저녁 자신의 리그컵 데뷔전이 된 리그 1 플리트우드 타운 EFL 컵 1라운드 홈 경기에서 풀타임 출전하여 데뷔전을 치렀다. 이 경기에서 스토크 시티는 플리트우드 타운을 상대로 2-1로 승리했다. 4일 후 외스티고르는 버밍엄 시티와 0-0 교착 상태에서 깨끗한 시트를 유지하는 활약을 펼쳤다. 세 번째로 출전한 경기에서 외스티고르는 스완지 시티를 상대로 한 원정 경기에서 리바운드로 스토크 시티의 세 번째 골을 터트려 팀의 3-1 승리에 기여하였다. 2021년 12월 27일, 외스티고르는 스토크 시티 임대 생활을 마무리하고 본 소속 클럽으로 돌아갔다

#### 제노바 임대
2022년 1월 5일, 외스티고르는 세리에 A 제노아와 임대 계약하였다. 외스티고르는 4일 후 자신의 100번째 클럽 경기인 스페치아와 홈 경기에서 풀타임 출전하며 제노바 데뷔전을 치렀다. 이 경기에서 제노아는 스페치아에게 1-0으로 패했다. 1월 13일에 열린 코파 이탈리아 16강전 AC 밀란과 주중 원정 경기에서 외스티고르는 자신의 국내컵 첫 골을 터뜨렸다. 2월 5일, 로마와 0-0 무승부를 기록한 원정 경기에서 교체 투입되어 68분에 퇴장을 당했다. 3월 18일, 토리노를 상대로 한 홈 경기에서 경기 시작 24분 만에 퇴장당하면서 5경기 만에 두 번째 퇴장을 당했다.

### 나폴리
2022년 7월 18일, 외스티고르는 세리에 A 나폴리로 영구 이적하였다

## 국제 경력
모든 연령대 유소년 축구 국가대표을 거친 외스티고르는 2022년 3월 25일, 슬로바키아와 친선 경기에서 노르웨이 축구 국가대표팀 데뷔전을 치렀으며, 2-0으로 승리한 경기에서 팀의 무실점에 기여했다.